# 카구야 마도카
카구야 마도카(일본어: 香久矢 まどか)는《스타☆트윙클 프리큐어》에 등장하는 가공의 인물이다. 애니메이션에서 목소리를 연기한 성우는 코마츠 미카코이다.

## 프로필
| 이름                 | 카구야 마도카(香久矢 まどか)                 |
| 성별                 | 여자                                         |
| 생일                 | 11월 23일                                    |
| 별자리               | 사수자리                                     |
| 나이                 | 15세                                         |
| 신분                 | 학생                                         |
| 소속                 | 미호시 중학교 학생회장                       |
| 가족관계             | 아버지(카구야 후유키), 어머니(카구야 미치카) |
| 변신명               | 큐어 셀레네(Cure Selene)                     |
| 퍼스널 컬러          | 보라색                                       |
| 속성                 | 달, 눈꽃                                     |
| 등장 프리큐어 시리즈 | 스타☆트윙클 프리큐어                         |

## 인물소개
미호시 중학교 3학년생으로 호시나 히카루의 선배이다. 아버지는 정부 고위관료이며 어머니는 세계적인 피아니스트인 명문 카구야 가문의 영애이다.
궁도와 피아노 연주는 전국대회에서 우승할 정도로 뛰어난 실력자에 다도와 화도로 교양을 겸비하고 학업성적도 우수한 팔방미인 우등생이자 "미호시 중학교의 달"로 불리는 후배들의 선망과 존경을 한 몸에 받고 있는 학생회장이다.
성실한 노력파이며 명문가 출신이라 무척 고상하고 우아하며 항상 절제되고 다소곳한 언행으로 대한다. 아버지의 가르침에 따라 명문가 자제로서 사람들의 위에 서고 항상 모범이 되어야 한다는 생각을 가지고 있다. 그래서 예리한 관찰력으로 다른 사람의 마음을 잘 파악하고 눈치가 빠르다.
카구야 가문의 자제로서나 완벽한 우등생으로서 엄격한 아버지의 교육하에 학업이나 예의범절에 늘 신경쓰며 억눌러져있지만 내면에는 평범한 또래의 소녀같은 면도 가지고 있다.
아버지가 우주 특별 수사국 국장이라 외계인의 편을 드는 자는 가만 둘 수 없다는 정책을 가지고 있어서 이를 알고 있으며 하고로모 라라와 후와의 정체를 직감하며 경계하였다. 외계인의 정체를 안 이상 아버지에게 보고하겠다고 히카루 일행을 추궁하지만 자신에게 친근하게 다가오는 후와와 히카루의 설득으로 망설인다. 그 때 노트 레이에게 습격 당하며 자신과 프리큐어와 후와가 위기에 빠지게 되고 더 이상 가문의 신조보다는 좀 더 솔직한 자신의 생각으로 후와와 모두를 지키겠다고 결심하자 스타 컬러 펜던트가 얻으며 달의 프리큐어 큐어 셀레네로 각성한다.

## 큐어 셀레네
"밤하늘에 빛나는! 신비의 달빛! 큐어 셀레네!"
(일본어: 夜空に輝く！神秘の月あかり！キュアセレーネ! )
달의 프리큐어로 변신한 모습. 이미지 색은 보라색이다.
특징
좀더 톤이 밝아지고 길이가 약간 길어진 것을 제외하면 헤어스타일은 변신 전과 거의 비슷하며 옆머리만 노란핀으로 느슨하게 묶었다.머리엔 달 형태의 장식이 달린 리본을 하고 있으며 변신 복장은 남보라색을 기본으로 뒤가 긴 형태의 원피스를 입고 있다. 드레스 끝자락엔 별 장식이 달려있으며 투명한 하늘색 시스루가 있다.
전투 스타일
몸놀림은 가볍고 예리한 감으로 적의 움직임을 파악하고 특기인 궁도로 백발백중의 저격율을 자랑한다.
기술
- 프리큐어 셀레네 에로우
  - 프리큐어 염소자리 셀레네 에로우
  - 프리큐어 사수자리 셀레네 에로우
  - 프리큐어 물병자리 셀레네 에로우